# Föräldramöte
Föräldramöte eller föräldrasamtal är ett möte mellan föräldrar och pedagoger på skolor och förskolor. Till skillnad från utvecklingssamtal under högre skolår behöver eleverna inte medverka vid föräldramöten. På ett föräldramöte diskuterar man bland annat sådant som har med elevernas gemensamma skolgång och utveckling att göra, och även skolan i sig, till exempel skolgården. Föräldrarna har även möjlighet att ställa frågor om skolan eller förskolan och få svar direkt från de ansvariga som är närvarande.

## Föräldramöte i förskolan i Sverige

### Historik
Under 1910–1920-talet introducerade barnträdgårdarna i Sverige en första form av föräldramöten. Dessa möten gick ut på att informera, utbilda och fostra föräldrarna. Genom att fostra både barnen och föräldrarna ansåg den tidigare förskolan att det skulle hjälpa till att skapa en bättre barndom och en bättre framtid. Mötena hade därför fokus på att vara rådgivande och uppfostrande, där kunskaper om barns utveckling och uppfostran och av socialt gemenskapande skulle förmedlas. Dessa möten hölls regelbundet och kallades för mammamöten men även för pappamöten under en viss period.

### Nutid
Nutida föräldramöten i förskolan kan fortfarande bestå av vissa pedagogiska inslag beroende på syfte, men har i överlag en mer informativ och samspelsinriktad funktion mellan personal, föräldrar och vårdnadshavare. Exempel på information som kan ges ut är förskolans målsättningar, planeringar och arbetsmetoder i verksamheten. Det kan även vara ett tillfälle för personalen och vårdnadshavarna att diskutera om själva barngruppen eller de aktiviteter som verksamheten vill genomföra. Tidigare forskning visar att interaktionen mellan föräldrar och pedagoger hjälper till att stärka banden mellan hem och förskola. Samarbetet mellan de två parterna upplevs ge många fördelar, bland annat genom att familjerna uttrycker ett större tillfredsställande över verksamheten. Föräldramötena anses därför spela en viktig roll för att stärka dessa relationerna.
Förskolorna vill få in ett föräldrainflytande i verksamheten, bland annat genom föräldramötena. Enligt förskolans läroplan (lpfö 98) ska föräldrarna ”ha möjlighet att inom ramen för de nationella målen vara med och påverka verksamheten i förskolan”. Föräldrarna har därmed en rätt till att få en insyn i verksamheten, med vilket menas att de ska bli erbjudna att få ta del av information om vad som händer i förskolan och bakgrundarbetet som ligger bakom det. På så sätt ges föräldrarna även en möjlighet att kunna påverka både planeringen och utformningen av den. De har även en rätt att bli erbjudna till att göra en utvärdering av verksamheten, oftast i form av frågeblanketter som föräldrarna antingen svarar på innan eller under föräldramötet. Föräldrarna är delaktiga i diskussionerna under mötet och kan bidra med sina åsikter. De kan även ta initiativ till att bjuda in gäster som till exempel föreläsare.